# Dehane (Edéa)
Pour les articles homonymes, voir Dehane.
Dehane est un village de la Région du Littoral du Cameroun, situé dans la commune d'Édéa Ier. 

## Population et développement
En 1967, la population de Dehane était de 633 habitants. La population de Dehane était de 241 habitants dont 105 hommes et 136 femmes, lors du recensement de 2005. Elle est essentiellement composée de Yakalak. 